# Octol

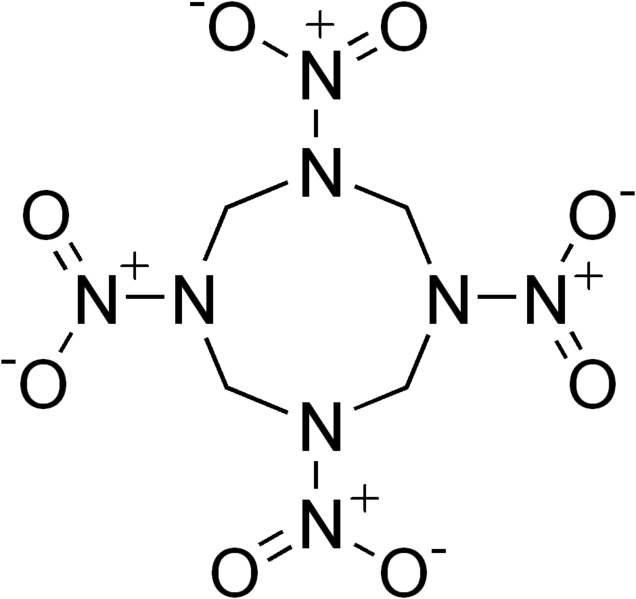
HMX

TNT

Octol, met name in Oost Europa ook vaak als oktol geschreven, is een mengsel van HMX en TNT dat in gesmolten vorm in mallen wordt gegoten en na afkoelen vervolgens als explosief toepasbaar is. Het wordt in verschillende samenstellingen gebruikt.

## Samenstelling
Er wordt voornamelijk gebruik gemaakt van twee verschillende samenstellingen:
- 70% HMX & 30% TNT
- 75% HMX & 25% TNT

Met als gegeven dat HMX een veel grotere detonatiesnelheid heeft dan TNT (meer dan 2000 m/s sneller) en het de voornaamste component van het explosief is, laten de brisantie-karakteristieken van octol zich voorspellen.

## Toepassingen
De toepassingen van octol zijn voornamelijk militair, zoals speciaal vormgegeven ladingen of het gebruik als explosief in geleide raketten en clusterbommen. Octol is iets duurder dan op RDX gebaseerde explosieven zoals composiet B en cyclotol. Het voordeel van octol is dat zowel het formaat als het gewicht van het benodigde explosief veel kleiner zijn. Deze factoren zijn belangrijk bij het gebruik van slimme bommen en raketten. Een lichte, maar effectieve lading betekent een betere verhouding van gewicht ten opzichte van lading. Dit op zijn beurt betekent een sneller vliegende raket, met een groter bereik en een kortere tijd tussen lancering en inslag. Dit op zijn beurt betekent weer dat de aangevallene minder tijd heeft het gevaar te onderkennen en tegenmaatregelen te nemen.